# Seio urogenital
O seio urogenital (também conhecido como cloaca persistente) é uma parte do corpo humano apenas presente no desenvolvimento dos órgãos do aparelho urinário e reprodutivos. A parte ventral da cloaca é formado depois que a cloaca se separa do canal anal durante a quarta e sétima semanas de desenvolvimento.
O Seio urogenital constitui-se de três partes:
- Parte vesical cranial:

dá origem a maior parte da bexiga urinária.
- Parte pélvica mediana:

deriva toda a uretra nas mulheres e a parte prostática e membranosa da uretra nos homens.
- Parte fálica caudal:

cresce em direção ao tubérculo genital, primórdio do pênis ou clitóris.